# Министерство культуры Боливии
Министерство культуры Боливии - это министерство боливийского правительства, которое формирует и реализует политику в области культуры и туризма.
Министерство было образовано путём Верховного указа 29894 (Глава XX), выпущенного президентом Эво Моралесом 7 февраля 2009 года.